# 尤寧鎮區 (內布拉斯加州道奇縣)
尤寧鎮區（英語：Union Township）是位於美國內布拉斯加州道奇縣的一個行政鎮區。

## 地方資料
尤寧鎮區的面積為130.26平方千米，當中陸地面積為126.95平方千米，而水域面積為3.30平方千米。根據2020年美國人口普查的數據，當地共有人口247人，而人口密度為每平方千米1.9人。